# Комутатор (автомобил)
Комутатор в автомобила (предимно за автомобили произвеждани до 2000 г.) се нарича устройството, което управлява запалването при бензинови двигатели.
Комутаторът прекъсва и възстановява тока от акумулатора към бобината, която повишава напрежението до няколко хиляди волта с цел да се създаде искра в цилиндрите. 
В българския език думата "комутатор" е дошла от от руски. Други наименования на това устройство:
- устройство за управление на запалването,
- запалително устройство
- прекъсвач на запалването.

Първоначално комутаторите са били механични, известни и като "контактен прекъсвач",
Характеризира се като лесен за ремонт, но податлив на износване; Често изисква редовна настройка и смяна на компоненти.
От средата на 70-те години на миналия век приложение намират електронните устройства. Те са по-ефективни, по-надеждни и не изискват честа поддръжка; Осигуряват по-точно време за запалване, което подобрява производителността на двигателя.
Признаци за повреден комутатор: Трудности при стартиране на двигателя, Прекъсвания в работата на двигателя по време на движение, Загуба на мощност, Повишен разход на гориво, Светване на контролна лампа на таблото.